# 車椅子の弁護士・水島威
『車椅子の弁護士・水島威』（くるまいすのべんごし みずしまたけし）は、1996年から2004年までテレビ朝日系「土曜ワイド劇場」で放送されたテレビドラマシリーズ。全10回。制作は国際放映。主演は宇津井健。

## 概要
スキー事故にて下半身不随になって以来車椅子生活を送っている元検事の弁護士が、弱き者の味方として難事件を解決する。
主演の宇津井は実際に車椅子を操って演技を行い、車椅子生活における日常での困難がリアルに表現されている。また、劇中に登場する福祉車輌の三菱・ランサーセルフトランスボート仕様車は運転者が車椅子使用者でも使いやすく改造が施されている。

## 登場人物

### 水島法律事務所
水島威
演 - 宇津井健
弁護士。元検事。10年前にスキーをしていたとき、スノーボードをしていた徳丸光子に激突され下半身不随になり、以来車椅子生活をしている。
中村たか子
演 - 岡本麗
事務員。司法試験合格を目指している。
山崎次郎
演 - 深沢邦之（第1作・第3作・第4作）、丹野由之（第2作）、湯江健幸（第5作 - 第10作）
弁護士。水島の後輩。

### 東京地方検察庁
野口
演 - 浜博文（第1作・第2作）、奥村利治（第6作 - 第10作）
事務官。
高井みゆき
演 - 池上季実子
検事。水島への理解者であり仕事も優秀だが、検事でありながらしばしば潜入捜査を行って逆に犯人に捕まったりする向こう見ずなところもある。そのためもあって中盤以降は事実上サブタイトル上のヒロイン扱いである。

### その他
叶夏子
演 - 石倭裕子（第1作・第2作）
水島の亡き妻の妹。恵潤会病院の主任看護師。
伴昌之
演 - 石井光三
調査事務所調査員。元刑事。
金田
演 - 長門裕之（第1作 - 第4作）
共立医科大学の監察医。検視官。

### ゲスト
第1作「〜盗聴された密会〜妹に夫殺しの疑惑が…敏腕女検事との対決！」（1996年）
- 小杉芳枝（安彦の事務所の所員） - 早川絵美
- 渡辺（刑事） - 井上博一
- 叶安彦（叶夏子の夫・公認会計士） - 牧野公昭
- 外村（恵潤会病院 外科医） - 岡村龍吾
- 立花均（恵潤会病院 医師・安彦の主治医） - 伊藤智之
- 吉川（刑事） - 荒木優騎
- 田中良子（恵潤会病院 看護師） - 須部浩美
- 田中実 - 本村健太郎
- 若おかみ - 葉子きよみ
- 刑事 - 奥村利治
- 所轄署の交通課職員 - 西宮充記
- 恵潤会病院 看護師 - 山崎夏菜
- 大沢良（検事・水島威の同期） - 浜田幸一

第2作「夢を燃やした女!? 疑惑の焼死体に秘められた過去…消されたアリバイ」（1996年）
- 野田由紀（会社員・中村たか子の知り合い） - 可愛かずみ（少女期：鈴木美帆）
- 川村宏（バー「ときめき」経営者・由紀の幼馴染） - 菊池隆則
- 刑事 - 西宮充記
- 坂崎（坂崎の妻） - 花原照子
- 矢野さち子（由紀の同僚） - 吉永真弓
- ホテル従業員 - 常泉忠通、石橋敦
- 浜の家の女将 - 進藤幸
- ミチコ（由紀の実母） - 杉仲彩
- 坂崎（野田家の近所） - 下元勉
- 新井（米屋） - 出光元
- 宮城（ミヤギ商事 社長） - キモサベポン太
- 遠藤一彦（巡査長） - 松澤一之
- 岡部晃子（バー「ときめき」ホステス） - 葉子きよみ
- 野田良夫（由紀の養父） - 小島三児
- 野田マサ（由紀の養母） - 野口ふみえ
- 船尾（月島南警察署 警部） - 西田健

第3作「美人コンパニオン殺人事件 消えた盗聴テープの謎を追え 敏腕おんな検事が高級料亭潜入捜査！」（1997年）
- 村井京子（フリーライター） - 白島靖代
- 田沢行夫（加奈に結婚を迫っていた男） - 松田洋治
- 刑事 - 高橋克実
- 阿部 - 問田憲輔
- 鈴木（五星産業 常務） - 中丸新将
- 田沢松子（田沢の母） - 中原早苗

第4作「ふたりの夫を殺した女！敏腕おんな検事が、結婚詐欺師の罠にハマった…!?」（1997年）
- 田中洋子（小料理屋「伊江菜」女将） - 川上麻衣子
- 中尾（四谷南警察署 警部） - 金子研三
- 島谷（四谷南警察署 刑事） - 南川昊
- 田中国夫（洋子の後夫） - 貞永敏
- 太田（バスケットボールチームのコーチ） - 白山照彦
- 刑事 - 彌吉健生
- 幸田弘（結婚詐欺師・偽名「桂木忠夫」） - 石橋蓮司
- バーのママ - 前沢保美
- 洋子のマンション管理人 - 春延朋也
- 水田（洋子の親戚） - 小貫加恵
- 麻田（水田の知り合い） - 松田真知子
- 西山一夫（強盗） - 塩野谷正幸

第5作「狙われた美人マラソンランナー おんな検事の極秘調査は盗聴されていた！」（1998年）
- 早川由美子（元マラソン選手） - 田中広子
- 浅田（墨田東警察署 刑事） - 出光元
- 皆川（刑事） - 浜博文
- 森谷（建設会社専務） - 町田真一
- 北村（武蔵野福祉大学 施設課長） - 越村公一
- 井口（タクシードライバー・由美子の中学時代の同級生） - 小松正一
- 武田（コーチ） - 薬師寺保栄
- 飯田真（武蔵野福祉大学 理事・由美子の元コーチ） - 藤堂新二

第6作「裏窓からのぞかれた殺人事件 美人外科医が隠す怪しい秘密…」（1999年）
- 町田博子（外科医） - 高樹澪
- 崎山雄（推理小説家志望・町田家の向かいのマンションの入居者） - 八嶋智人
- 須藤由加（一夫の妻・コンピューターソフト会社経理部長） - 須部浩美
- 木村加奈（崎山の恋人） - 田中有紀美
- 町田裕一（博子の夫・コンピューターソフト会社社長） - 下塚誠
- 須藤一夫（裕一の大学時代の同級生・コンピューターソフト会社専務） - 草川祐馬
- 吉村（隅田西警察署 警部） - 信実一徳
- 種田（隅田西警察署 刑事） - 芦川誠
- 塚本（隅田西警察署 刑事） - 西宮充記
- 内山 - 神威杏次
- 元木（大黒金融 社員） - 小幡魁士
- 看護婦 - 飯島ひろみ
- 保険会社の社員 - 伊藤智之
- 桜井陽一（大黒金融 社長） - 森下哲夫
- 山谷静夫（内科医長） - 並樹史朗

第7作「婚約者に殺された女？ホームページに絶対アリバイ…逆転無罪の真相に迫る女検事に危険な罠が？」（1999年）
- 岡本保夫 - 伊藤俊人
- 山林さやか（美奈子の妹） - 坂上香織
- 河合喜一（弁護士） - 浅野和之
- 佐田（向島南警察署 刑事） - 石橋敦
- 堀井夏美（岡本の婚約者・商事会社社員） - 上原真希子
- 吉川（向島南警察署 刑事） - 池田剛章
- 後藤道代（夏美の友人） - 高木りな
- 山林美奈子（岡本の元婚約者・5年前死亡） - 西側有利子
- 宝石店店員 - 吉永真弓
- 住職 - 守田比呂也
- 夏美のマンション管理人 - 久木念
- ニュースキャスター - 今井耕二
- 今井（向島南警察署 刑事） - 玉川長太

第8作「死体の口からダイヤモンドが！同時刻に2つの殺人？疑惑の美人デザイナー昼と夜の顔」（2001年）
- 徳丸光子（ジュエリーデザイナー・学の婚約者） - 菊池麻衣子
- 津村学（津村ジュエリー 社長秘書・清一郎と雅美の息子・恭一の弟） - 石橋保
- 津村佐江子（清一郎の本妻） - 石井トミコ
- 津村清一郎（津村ジュエリー 社長） - 久富惟晴
- 辻井啓二（探偵） - 及川以造
- 津村恭一（津村ジュエリー 常務・清一郎と佐江子の息子） - 長戸勝彦
- 東山雅美（清一郎の愛人） - 原田千枝子
- 窪塚（江東東警察署 刑事） - 池田剛章
- りかこ（クラブ経営者） - 松井紀美江
- 医師 - 窪園純一
- 光子の親戚 - つじしんめい
- 津村ジュエリー 社員 - 花山佳子
- 遠山（江東東警察署 刑事） - 森下哲夫
- 藤尾（宝石商） - 堀内正美

第9作「私は水島の娘です！殺人容疑者の女子大生が意外な告白！ダブルストーカー連続殺人、盗撮された真実」（2002年）
- 広瀬あつ子（水島威の娘だと名乗る女子大生） - 大谷みつほ
- 菊池（築地東警察署 刑事） - 菊池隆則
- 木下成夫（盗撮マニア） - 武野功雄
- 町工場の社長 - 出光元
- 藤井（刑事） - 西宮充記
- 遠藤行彦（カリスマ美容師） - 佐藤和久
- 相原徹 - 清水章吾
- 隅田幸治（車椅子の青年） - 岡田浩暉

第10作「死体と寝た女検事！密室殺人と消えたリモコンの謎・女実業家とフラメンコダンサーに秘密の接点が…」（2004年）
- 石塚さおり（日用雑貨の制作や販売を行っている女性） - 藤真利子
- 堂本竜二（兵藤の秘書） - 岡野進一郎
- 堀 - 赤塚真人
- 兵藤栄（代議士） - 久富惟晴
- 米山 - 江幡高志
- 平林倫太郎（海外事業公団理事・高井みゆきの知人） - 河野洋一郎
- 杉山（検事） - 寺泉憲

## スタッフ
- 脚本 - 宮川一郎、今井詔二、砂本量
- 音楽 - 桜庭伸幸
- 監督 - 山本邦彦、天野利彦
- 技斗 - 深作覚
- スタント&アクション - エレメンツ
- 車輌協力 - 三菱自動車
- 車椅子協力 - 日進医療器
- 技術協力 - オーエイギャザリング
- プロデュース - 松本基弘、白崎英介、浦井孝行、伊藤義彦
- 制作 - テレビ朝日、国際放映

## 放送日程
| 話数 | 放送日         | サブタイトル                                                                                  | 脚本     | 監督     | 視聴率 |
| ---- | -------------- | --------------------------------------------------------------------------------------------- | -------- | -------- | ------ |
| 1    | 1996年07月13日 | 〜盗聴された密会〜妹に夫殺しの疑惑が…敏腕女検事との対決！                                     | 宮川一郎 | 山本邦彦 | 17.1%  |
| 2    | 12月28日       | 夢を燃やした女!? 疑惑の焼死体に秘められた過去…消されたアリバイ                                | 宮川一郎 | 山本邦彦 | 13.2%  |
| 3    | 1997年07月26日 | 美人コンパニオン殺人事件 消えた盗聴テープの謎を追え 敏腕おんな検事が高級料亭潜入捜査！        | 宮川一郎 | 山本邦彦 | 19.0%  |
| 4    | 12月20日       | ふたりの夫を殺した女！敏腕おんな検事が、結婚詐欺師の罠にハマった…!?                           | 宮川一郎 | 天野利彦 | 14.8%  |
| 5    | 1998年10月03日 | 狙われた美人マラソンランナー おんな検事の極秘調査は盗聴されていた！                           | 今井詔二 | 山本邦彦 | 12.5%  |
| 6    | 1999年07月03日 | 裏窓からのぞかれた殺人事件 美人外科医が隠す怪しい秘密…                                        | 宮川一郎 | 山本邦彦 | 16.0%  |
| 7    | 12月25日       | 婚約者に殺された女？ホームページに絶対アリバイ… 逆転無罪の真相に迫る女検事に危険な罠が？      | 宮川一郎 | 山本邦彦 | 11.9%  |
| 8    | 2001年06月30日 | 死体の口からダイヤモンドが！同時刻に2つの殺人？疑惑の美人デザイナー昼と夜の顔                 | 砂本量   | 山本邦彦 | 15.3%  |
| 9    | 2002年10月26日 | 私は水島の娘です！殺人容疑者の女子大生が意外な告白！ ダブルストーカー連続殺人、盗撮された真実 | 砂本量   | 山本邦彦 | 11.7%  |
| 10   | 2004年07月10日 | 死体と寝た女検事！ 密室殺人と消えたリモコンの謎・女実業家とフラメンコダンサーに秘密の接点が…  | 砂本量   | 山本邦彦 | 12.4%  |

- 視聴率はビデオリサーチ調べ、関東地区・世帯